# François Adriaan Molijn
François Adriaan Molijn (Rotterdam, 25 maart 1853 - Nunspeet, 1 augustus 1912) was een Nederlandse sociaal-liberaal ondernemer. Hij is vooral bekend geworden als stichter, in 1895, van de N.V. Maatschappij ‘De Veluwe’ te Nunspeet met een verffabriek (‘De Veluvine’) en een boterfabriek. In 1965 kwam er een eind aan de verffabriek als zelfstandig bedrijf en in 1974 werd de verfproductie verplaatst naar Breda. De karakteristieke fabrieksgebouwen werden in 1987 gesloopt. De Nunspeetse vestiging van Nestlé Nederland BV is de voortzetting van de oorspronkelijke boterfabriek. Op de plek van de vroegere verffabriek kwam in 2009 een fraai multifunctioneel cultureel centrum ‘Veluvine’ tot stand, dat ontworpen is door Wilco Scheffer (BDG-architecten te Zwolle). Molijn heeft een belangrijke rol gespeeld bij de ontwikkeling van Nunspeet.

## Leven en werk
François Adriaan (Frans) Molijn werd geboren als zoon van François Adriaan Molyn Dzn en zijn derde vrouw Elisabeth Buijsman. Hij was afkomstig uit een geslacht van vernisstokers, dat al in het midden van de 19e eeuw in Rotterdam actief was met de productie van verf en vernis. Op 17-jarige leeftijd werd hij opgenomen in de firma van zijn vader, Molyn & Co, een bedrijf dat later opgaat in Brink/Molyn. Molijn trouwde op 9 december 1880 met Adriana de Groot (1857-1882). Zij kregen in 1882 een zoon, Pieter Cornelis. Adriana overleed twee weken na de geboorte van haar zoon. In 1884 hertrouwde Molijn met de oudere zus van Adriana, Diderica Cornelia de Groot (1854-1925). In 1891 overleed Pieter Cornelis op 8-jarige leeftijd. In 1895 vertrok het echtpaar naar Nunspeet, waar ze gingen wonen op ‘De Groote Bunte’. Zij hadden inmiddels drie kinderen uit een ouderloos gezin uit Workum aangenomen: Wiert Lohman (*1889), Aat Lohman (*1890) en Gepka Lohman (*1893). 

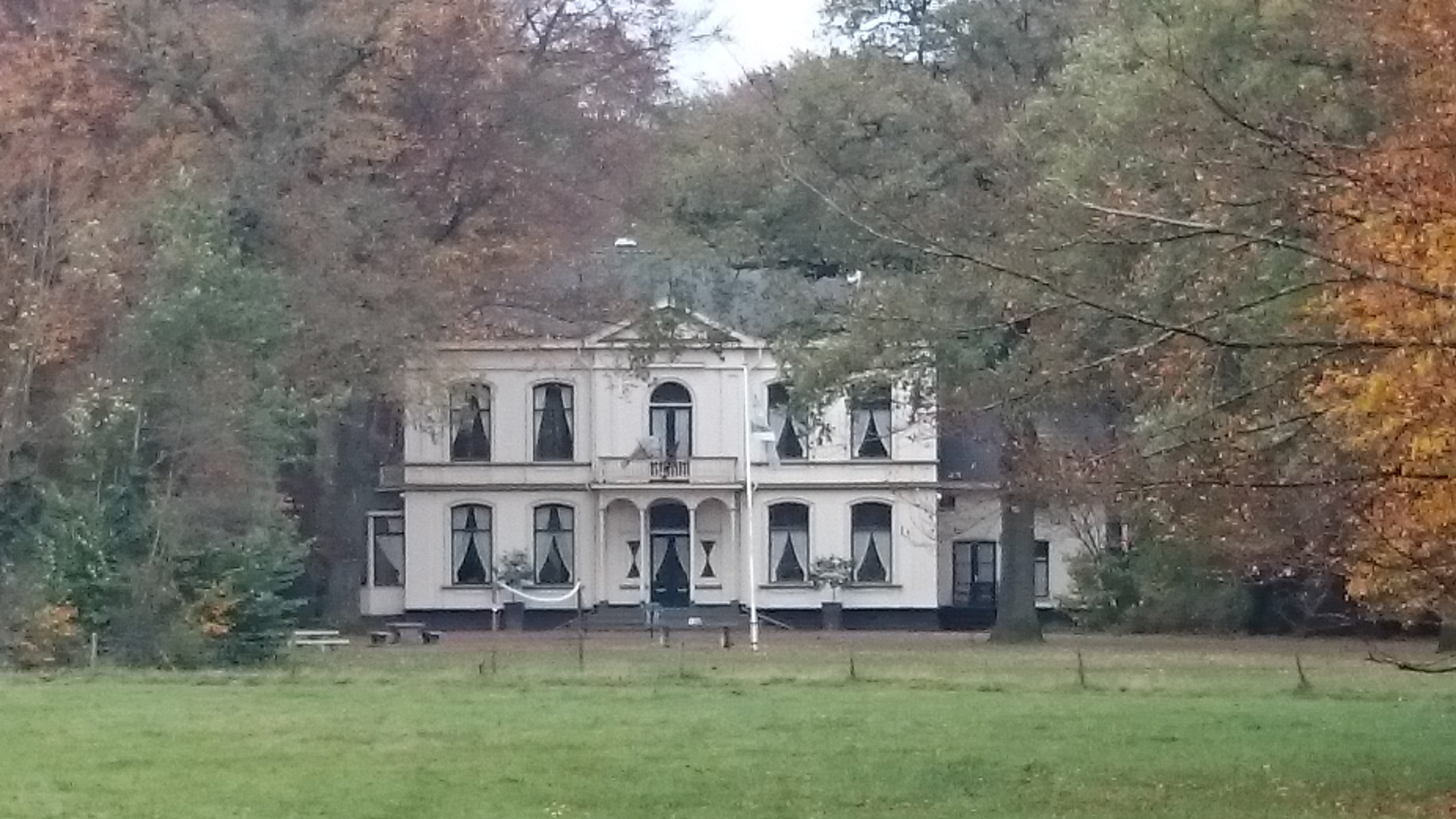
De Groote Bunte te Nunspeet.

Diderica Cornelia was vanaf de oprichting nauw betrokken bij ‘De Veluvine’ en heeft het bedrijf ook na de dood van Molijn mede bestuurd. Zij voelde zich, evenals haar man, sterk met Nunspeet verbonden. Dit blijkt uit de oprichting door haar van het dorpshuis ´Molijn - De Groot´ in 1921. De dorpshuisfuncties werden in 2009 opgenomen in cultureel centrum ´Veluvine´. De Stichting Molijn – de Groot is sindsdien een van de aandeelhouders van Veluvine Nunspeet Beheer CV.
Met de oprichting van de verffabriek ‘De Veluvine’ in 1895 in het toen nog overwegend agrarische dorp Nunspeet wilde Molijn zijn idealen verwezenlijken. In 1894 had hij 141 percelen grond, bouwland, weide, bos, hei, zandgebied en woningen gekocht inclusief het buitenverblijf ‘De Groote Bunte’. Hij zorgde voor goede sociale voorzieningen voor zijn medewerkers. Zo was bij de oprichting al sprake van werknemersparticipatie (´copartnership´) en werd in 1897 een zieken- en ongevallenkas opgericht. De eerste statuten vermeldden onder andere ´het bouwen en exploiteren van gezonde woningen, een verenigingsgebouw, was- bad- en andere inrichtingen tot ontwikkeling van lichaam en geest´. In een brochure over de N.V. Maatschappij ‘De Veluwe’ werd het ideaal van Molijn als volgt weergegeven: ´Arbeid is niet het doel van ons leven, maar een middel om tot een gelukkig en nuttig bestaan te geraken'.

## Betekenis voor Nunspeet

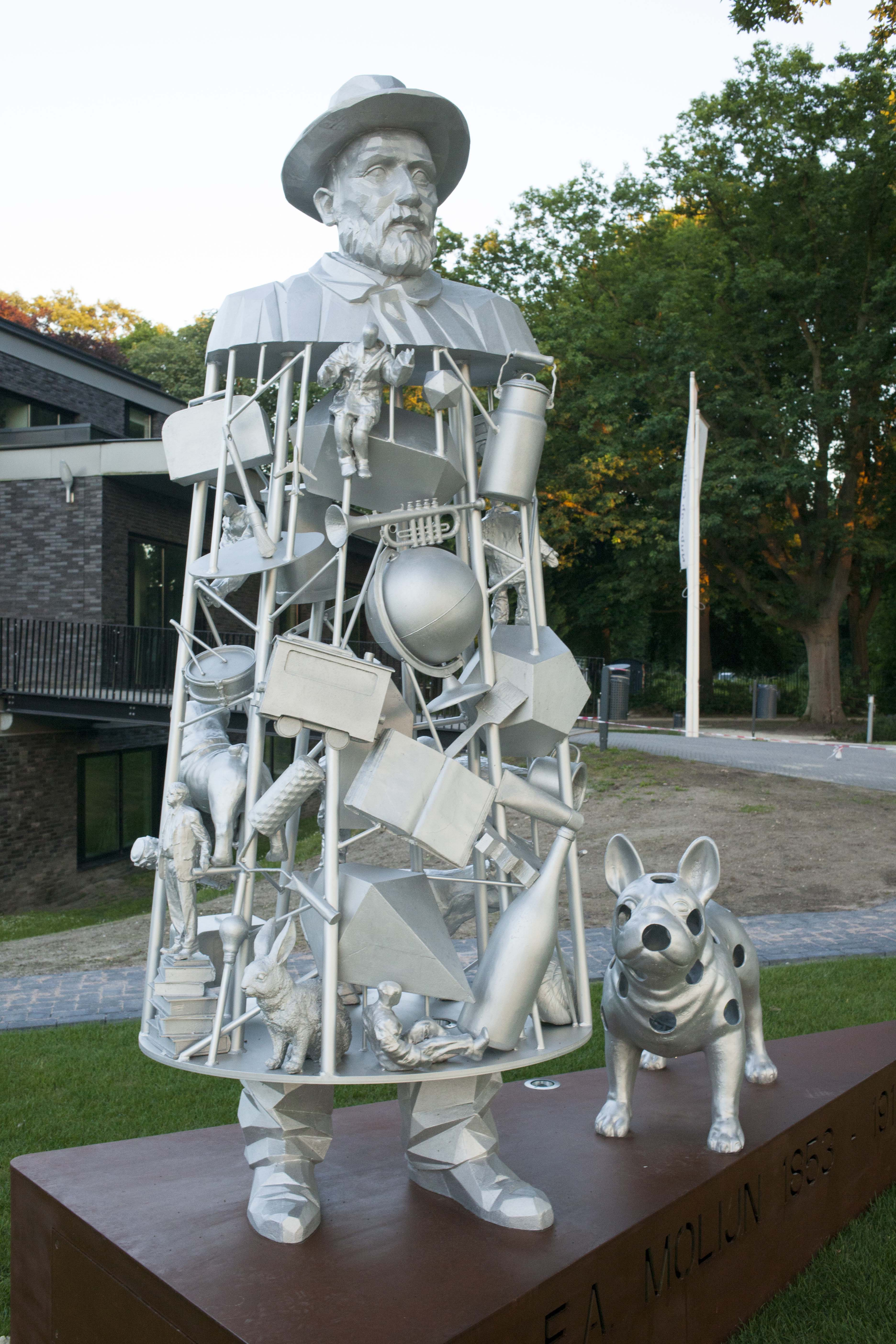
Standbeeld vervaardigd door Nicolas Dings in 2017.Geplaatst bij Veluvine te Nunspeet.

Molijn is voor Nunspeet van grote betekenis geweest. Zo heeft hij de aanzet gegeven tot de groei van het dorp door de aanleg van de Groote Weg, de huidige F.A. Molijnlaan, en de totstandkoming van een villapark dat ongeveer 160 percelen omvatte. Hiervoor schakelde hij landschapsarchitect Leonard Springer in. Ook was hij in 1908 initiator van de tramlijn van Nunspeet naar Hattem. In 1907 zorgde hij ervoor dat Nunspeet de beschikking kreeg over elektriciteit voor zijn inwoners, door de oprichting van 'Electriciteitsmaatschappij Nunspeet'.

## Varia
De dochter van Gepka Lohman, Catharina Margaretha (Titia) van den Broek, richtte op 13 december 2000 een vermogensfonds op dat naar haar vader (Wilhelm van den Broek) en haar moeder (Gepka Lohman) werd genoemd: het Van den Broek Lohman Fonds Nunspeet. Het fonds is bedoeld om sociale, culturele en sportieve activiteiten in Nunspeet te ondersteunen.
In 2017 werd ter nagedachtenis aan François Adriaan Molijn een standbeeld onthuld bij het cultureel centrum ‘Veluvine’ en het ‘Nuborgh College Veluvine’. Het beeld werd ontworpen door de Amsterdamse kunstenaar Nicolas Dings en staat bekend als een ´omfietsbeeld´.
Het Archief Molijn is ondergebracht bij het Streekarchivariaat Noordwest-Veluwe (locatie Nunspeet).